# Estado de ponteiro
No darwinismo quântico e teorias semelhantes, os estados de ponteiro são estados quânticos que são menos perturbados pela decoerência do que outros estados, e são os equivalentes quânticos dos estados clássicos do sistema após a decoerência ter ocorrido por meio de interação com o meio ambiente. O nome "ponteiro" refere-se à leitura de um dispositivo de registro ou medição, que nas versões analógicas antigas costumava ter um indicador ou visor de ponteiro.